# Константин II Цариградски
Патријарх Константин II (стгрч. Πατριαρχης Κωνσταντινος Β´Πατριαρχης Κωνσταντινος Β´) је био архиепископ Цариграда - Новог Рима и Васељенски Патријарх у периоду од 754. до 766. године.

## Биографија
Био је епископ Силе (као део митрополије Перге). Изабран је за патријарха, након смрти патријарха Анастасија на иконоборачком сабору 754. године вољом цара Константина Копронима: „узевши за руку монаха Константина, затим епископа силејског и, помоливши се, гласно рече: Много година Константину, Васељенском Патријарху.“ Имао је иконоборачке ставове. Вољом цара Константина јавно је положио заклетву да се неће придржавати иконопоштовања и тада је цар, према летописцу, „подстицао патријарха од монаха да се претвори у гозбеника, окићеног венцем, једите месо и слушајте цитарде на царској вечери“.
Жестока иконоборачка политика Константина Копронима, ругање монасима на хиподрому и погубљења изазвали су гунђање патријарха и он је почео да саосећа са поштоваоцима икона. Због тога га је, према оптужници, јуна 766. године свргнуо и прогнао цар на Принчевска острва. Касније је бивши патријарх враћен у Цариград, анатемисан од иконобораца, мучен и пројахан кроз град на магарцу. Патријарх Константин је 7. октобра 768. године посечен на уобичајеном месту погубљења, а тело му је бачено у јаму.
Упркос томе, патријарх Константин je на Седмом васељенском сабору 787. године био анатемисан јер је подржао иконоборство.